# 쓰바키촌 (야마구치현)
쓰바키촌(椿村)은 야마구치현 아부군에 있던 촌이다. 현재의 하기시에 해당한다.